# Clermont Auvergne metropolisz

Elhelyezkedése Puy-de-Dôme megyében

Clermont Auvergne metropolisz (franciául: Clermont Auvergne Métropole) a franciaországi metropoliszok egyike, a francia községközi társulási rendszer (intercommunalité) része.
Franciaország központi részén, Auvergne-Rhône-Alpes régió Puy-de-Dôme megyéjében helyezkedik el, Clermont-Ferrand-ot és a város vonzáskörzetének további 20 községét foglalja magába. 2018. január 1-jén hozták létre az addigi „Clermont-Auvergne-Métropole városközösség” (communauté urbaine) átalakításával, amely utóbbi 2017. január 1-én alakult meg.
Népessége 295 787 fő volt 2021-ben, ebből Clermont-Ferrand-ban élt 147 327 fő. Területe 300, 6 km2. Igazgatási központja Clermont-Ferrand-ban van.

## Községek
A metropoliszt az alábbi 21 község alkotja:
1. Aubière
2. Aulnat
3. Beaumont
4. Blanzat
5. Cébazat
6. Ceyrat
7. Chamalières
8. Châteaugay
9. Clermont-Ferrand
10. Cournon-d’Auvergne
11. Durtol
12. Gerzat
13. Le Cendre
14. Lempdes
15. Nohanent
16. Orcines
17. Pérignat-lès-Sarliève
18. Pont-du-Château
19. Romagnat
20. Royat
21. Saint-Genès-Champanelle